# Wytske Versteeg

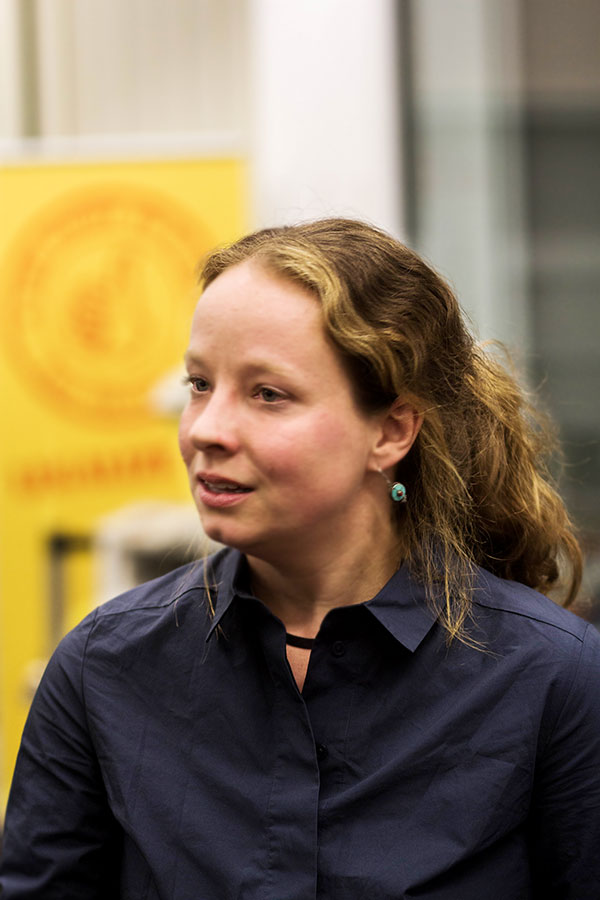
Wytske Versteeg (2016)

Wytske Versteeg (geboren 2. Mai 1983) ist eine niederländische Schriftstellerin.

## Leben
Wytske Versteeg schloss ihr Politologiestudium 2005 ab. Sie veröffentlichte 2008 den Essay Dit is geen dakloze. Ihr Romandebüt De Wezenlozen erschien 2012, gewann den VrouwDebuutprijs und stand auf der Longlist für den AKO Literatuurprijs. Ihre Essays und Kritiken erschienen unter anderem in NRC Handelsblad, Vrij Nederland, Opzij, De Revisor, Hollands Maandblad und Tirade. 2013 erhielt sie für Boy den BNG Nieuwe Literatuurprijs; der Roman stand auch auf der Longlist des Libris Literatuur Prijs und wurde mehrfach übersetzt. Für ihre Romane und ihr essayistisches Werk wurde sie mit dem Frans-Kellendonk-Preis 2020 ausgezeichnet.
Versteeg lebt in Delft.

## Werke (Auswahl)
- Dit is geen Dakloze. Essay. Lemniscaat, Rotterdam 2008
- De wezenlozen. Roman. Prometheus, Amsterdam 2012, ISBN 978-90-446-2035-1
- Boy. Roman. Prometheus, Amsterdam 2013, ISBN 978-90-446-2036-8
  - Boy. Übersetzung von Christiane Burkhardt. Wagenbach, Berlin 2016, ISBN 978-3-8031-2755-6
- Quarantaine. Roman. Prometheus, Amsterdam 2015, ISBN 978-90-446-2691-9
- Grime. Roman. Querido, Amsterdam 2017, ISBN 978-90-214-0531-5
- Verdwijnpunt Autobiografie. Querido, Amsterdam 2020, ISBN 978-90-214-1932-9